# Montepaschi Siena
Mens Sana Basket – włoski zawodowy klub koszykarski z siedzibą w Sienie. Najstarszy klub koszykarski we Włoszech. Włoscy fani klubu określają klub mianem Polisportiva Mens Sana. Montepaschi natomiast to skrócona nazwa na potrzeby marketingowe i pochodzi o głównego sponsora klubu – korporacji bankowej ze Sieny – Banca Monte dei Paschi di Siena.

## Sukcesy
- Mistrzostwo Włoch (3)
  - 2004, 2007, 2008

- Puchar Włoch (1)
  - 2009

- Puchar Saporty (1)
  - 2002

### Skład w Pucharze Saporty 2002
Andrea Pilotti
German Scarone
Vrbica Stefanov
Mindaugas Zukauskas
Boris Gorenc
Petar Naumoski
Tolbert Brian
Marco Rosetti
Nikola Bulatović
Alpay Oztas
Roberto Chiacig
DMilenko Topić
trener Ergin Ataman